# Ann-Marie Hoke
Ann-Marie Hoke, född 5 september 1911 i Filipstad i Värmland, död 1996, var en svensk textilkonstnär och akvarellist.
Hon var dotter till redaktören Erik Agaton Ericsson och Elisabeth Hedman. 
Hoke studerade vid Högre konstindustriella skolan i Stockholm 1932–1936. Därefter företog hon studieresor till Tyskland, Schweiz, Frankrike, England samt Norge. Hon har varit anställd som lärare och mönsterritare vid Brunssons vävskola i Stockholm och vid Värmlands, Stockholms läns, Gotlands och Västmanlands läns hemslöjdsförening. Hon har deltagit i samlingsutställningarna Expo New York  1939, Konsthantverkanas Gille 1942 samt Saltsjöbadnskonstnärer 1945 och 1946.
Bland hennes offentliga arbeten märks mattor för ett flertal Gotlandskyrkor samt en kormatta till Bergums kyrka i Göteborg och en bildväv för Mariakyrkan i Värnamo.